# Liste der Vizegouverneure von Kentucky
Das Amt des Vizegouverneurs (Lieutenant Governor) im US-Bundesstaat Kentucky wurde erstmals durch die Staatsverfassung von 1797 geschaffen. Bis zu einer Verfassungsänderung im Jahr 1992 agierte der Vizegouverneur als kommissarischer Gouverneur, während sich der eigentliche Amtsinhaber außerhalb des Staates befand. Zudem war er Präsident des Staatssenats und hatte dort bei Pattsituationen die entscheidende Stimme; diese Funktion ging in der Folge auf das neu entstandene Amt des Senatspräsidenten über. Der Vizegouverneur wird als Running Mate des Gouverneurs zusammen mit diesem gewählt.
Das Vizegouverneursamt war, wie in anderen Bundesstaaten der USA ebenfalls, über die Zeit mehrfach unbesetzt, entweder da der Amtsinhaber selbst vorzeitig aus dem Amt schied oder der Vizegouverneur die Nachfolge eines frühzeitig ausgeschiedenen Gouverneurs übernehmen musste. Da die Besetzung des Amtes von der Verfassung des Bundesstaates nur durch eine Volkswahl vorgesehen ist, konnte also das Amt des Vizegouverneurs nicht nachträglich neu besetzt werden. Vorgezogene Neuwahlen, wie beispielsweise in Ländern und Gliedstaaten mit dem parlamentarischen Regierungssystem, sind in den Vereinigten Staaten sowohl auf Bundesebene als auch auf den allermeisten Bundesstaatsebenen ausgeschlossen.
| Name                                 | Amtszeit  | Partei                    |
| ------------------------------------ | --------- | ------------------------- |
| Alexander Scott Bullitt              | 1800–1804 |                           |
| John Caldwell                        | 1804      | Democratic-Republican     |
| vakant                               |           |                           |
| Thomas Posey                         | 1806–1808 | Democratic-Republican     |
| Gabriel Slaughter                    | 1808–1812 | Democratic-Republican     |
| Richard Hickman                      | 1812–1816 | Democratic-Republican     |
| Gabriel Slaughter                    | 1816      | Democratic-Republican     |
| vakant                               |           |                           |
| William Taylor Barry                 | 1820–1824 | Democratic-Republican     |
| Robert Breckinridge McAfee           | 1824–1828 | Democratic-Republican     |
| John Breathitt                       | 1828–1832 | Demokrat                  |
| James Turner Morehead                | 1832–1834 | National Republican Party |
| vakant                               |           |                           |
| Charles Anderson Wickliffe           | 1836–1839 | Whig                      |
| vakant                               |           |                           |
| Manlius Valerius Thomson             | 1840–1844 | Whig                      |
| Archibald Dixon                      | 1844–1848 | Whig                      |
| John Larue Helm                      | 1848–1850 | Whig                      |
| vakant                               |           |                           |
| John Burton Thompson                 | 1852–1853 | Whig                      |
| vakant                               |           |                           |
| James Greene Hardy                   | 1855–1856 | American Party            |
| vakant                               |           |                           |
| Linn Boyd                            | 1859      | Demokrat                  |
| vakant                               |           |                           |
| Richard Taylor Jacob                 | 1863–1864 | Demokrat                  |
| vakant                               |           |                           |
| John White Stevenson                 | 1867      | Demokrat                  |
| vakant                               |           |                           |
| John Griffin Carlisle                | 1871–1875 | Demokrat                  |
| John Cox Underwood                   | 1875–1879 | Demokrat                  |
| James Edwards Cantrill               | 1879–1883 | Demokrat                  |
| James Robert Hindman                 | 1883–1887 | Demokrat                  |
| James William Bryan                  | 1887–1891 | Demokrat                  |
| Mitchell Cary Alford                 | 1891–1895 | Demokrat                  |
| William Jackson Worthington          | 1895–1899 | Republikaner              |
| John Marshall                        | 1899–1900 | Republikaner              |
| John Crepps Wickliffe Beckham        | 1900      | Demokrat                  |
| vakant                               |           |                           |
| William Pryor Thorne                 | 1903–1907 | Demokrat                  |
| William Hopkinson Cox                | 1907–1911 | Republikaner              |
| Edward John McDermott                | 1911–1915 | Demokrat                  |
| James Dixon Black                    | 1915–1919 | Demokrat                  |
| Samuel Thruston Ballard              | 1919–1923 | Republikaner              |
| Henry H. Denhardt                    | 1923–1927 | Demokrat                  |
| James Breathitt                      | 1927–1931 | Demokrat                  |
| Albert Benjamin Chandler             | 1931–1935 | Demokrat                  |
| Keen Johnson                         | 1935–1939 | Demokrat                  |
| Rodes Kirby Myers                    | 1939–1943 | Demokrat                  |
| Kenneth Herndon Tuggle               | 1943–1947 | Republikaner              |
| Lawrence Winchester Wetherby         | 1947–1950 | Demokrat                  |
| vakant                               |           |                           |
| Emerson Beauchamp                    | 1951–1955 | Demokrat                  |
| Harry Lee Waterfield                 | 1955–1959 | Demokrat                  |
| Wilson Watkins Wyatt                 | 1959–1963 | Demokrat                  |
| Harry Lee Waterfield                 | 1963–1967 | Demokrat                  |
| Wendell Hampton Ford                 | 1967–1971 | Demokrat                  |
| Julian Morton Carroll                | 1971–1974 | Demokrat                  |
| vakant                               |           |                           |
| Thelma Hawkins Stovall               | 1975–1979 | Demokrat                  |
| Martha Layne Collins                 | 1979–1983 | Demokrat                  |
| Steven Lynn Beshear                  | 1983–1987 | Demokrat                  |
| Brereton Chandler Jones              | 1987–1991 | Demokrat                  |
| Paul Edward Patton                   | 1991–1995 | Demokrat                  |
| Steve Henry                          | 1995–2003 | Demokrat                  |
| Stephen B. Pence                     | 2003–2007 | Republikaner              |
| Frank Daniel Mongiardo               | 2007–2011 | Demokrat                  |
| Jerry Edwin Abramson                 | 2011–2014 | Demokrat                  |
| Eugenia Crittenden Blackburn Luallen | 2014–2015 | Demokrat                  |
| Jenean Hampton                       | seit 2015 | Republikaner              |